# Final de la Copa Africana de Naciones 2000
La final de la Copa Africana de Naciones del 2000 fue jugada en el Estadio Nacional de Lagos el 13 de febrero del 2000, los finalistas del torneo fueron la selección local de Nigeria y la selección de Camerún. El partido acabó en un empate por lo cual se tuvo que recurrir a la definición por penales para dirimir al campeón, en aquella instancia Camerún fue más efectivo en los remates y consiguió el triunfo, obteniendo su tercera corona continental.

## Enfrentamiento
| Bandera de Nigeria | vs. | Bandera de Camerún |
| Nigeria 2 (3)      | vs. | Camerún 2 (4)      |
| ------------------ | --- | ------------------ |

## Camino a la final
| Equipo    | Pts. | PJ | PG | PE | PP | GF | GC | Dif |
| --------- | ---- | -- | -- | -- | -- | -- | -- | --- |
| Nigeria   | 7    | 3  | 2  | 1  | 0  | 6  | 2  | +4  |
| Túnez     | 4    | 3  | 1  | 1  | 1  | 3  | 4  | -1  |
| Marruecos | 4    | 3  | 1  | 1  | 1  | 1  | 2  | -1  |
| Congo     | 1    | 3  | 0  | 1  | 2  | 0  | 2  | -2  |

| Equipo          | Pts. | PJ | PG | PE | PP | GF | GC | Dif |
| --------------- | ---- | -- | -- | -- | -- | -- | -- | --- |
| Camerún         | 4    | 3  | 1  | 1  | 1  | 4  | 2  | 2   |
| Ghana           | 4    | 3  | 1  | 1  | 1  | 3  | 3  | 0   |
| Costa de Marfil | 4    | 3  | 1  | 1  | 1  | 3  | 4  | -1  |
| Togo            | 4    | 3  | 1  | 1  | 1  | 2  | 3  | -1  |

## Partido
| 1          | Guardameta     | Ike Shorunmu       |     |
| 3          | Defensa        | Celestine Babayaro |     |
| 5          | Defensa        | Iyenemi Furo       |     |
| 6          | Defensa        | Taribo West        |     |
| 7          | Defensa        | Finidi George      | 70' |
| 21         | Defensa        | Godwin Okpara      |     |
| 8          | Centrocampista | Mutiu Adepoju      | 98' |
| 10         | Centrocampista | Augustine Okocha   |     |
| 15         | Centrocampista | Sunday Oliseh      |     |
| 4          | Delantero      | Nwankwo Kanu       |     |
| 18         | Delantero      | Raphael Chukwu     | 46' |
| Entrenador | Entrenador     | Jo Bonfrère        |     |

| 1          | Guardameta     | Alioum Boukar      |     |
| 3          | Defensa        | Pierre Womé        |     |
| 4          | Defensa        | Rigobert Song      |     |
| 5          | Defensa        | Raymond Kalla      | 94' |
| 6          | Defensa        | Pierre Njanka      |     |
| 12         | Defensa        | Lauren Bisan-Etame |     |
| 8          | Centrocampista | Geremi Njitap      |     |
| 17         | Centrocampista | Marc-Vivien Foé    |     |
| 20         | Centrocampista | Salomon Olembé     |     |
| 9          | Delantero      | Samuel Eto'o       | 72' |
| 10         | Delantero      | Patrick Mboma      |     |
| Entrenador | Entrenador     | Pierre Lechantre   |     |

| 17 | Delantero      | Julius Aghahowa  | 46' |
| 13 | Delantero      | Tijani Babangida | 70' |
| 11 | Centrocampista | Garba Lawal      | 98' |

| 21 | Delantero | Joseph-Désiré Job | 72' |
| 13 | Defensa   | Lucien Mettomo    | 94' |

| Amonestado | 56' | Sunday Oliseh |
| Amonestado | 74' | Iyenemi Furo  |

| Amonestado | 36'  | Rigobert Song |
| Amonestado | 81'  | Pierre Njanka |
| Amonestado | 107' | Pierre Womé   |

| Anotado | 45' | Raphael Chukwu   | 1-2 |
| Anotado | 47' | Augustine Okocha | 2-2 |

| Anotado | 26' | Samuel Eto'o  | 0-1 |
| Anotado | 31' | Patrick Mboma | 0-2 |

| Augustine Okocha | Acierto de penal | 1 : 0 |                  |                 |
|                  |                  | 1 : 1 | Acierto de penal | Patrick Mboma   |
|                  |                  |       |                  |                 |
| Godwin Okpara    | Acierto de penal | 2 : 1 |                  |                 |
|                  |                  | 2 : 2 | Acierto de penal | Pierre Womé     |
| Nwankwo Kanu     | Fallo de penal   | 2 : 2 |                  |                 |
|                  |                  | 2 : 3 | Acierto de penal | Geremi Njitap   |
| Victor Ikpeba    | Fallo de penal   | 2 : 3 |                  |                 |
|                  |                  | 2 : 3 | Fallo de penal   | Marc-Vivien Foé |
| Sunday Oliseh    | Acierto de penal | 3 : 3 |                  |                 |
|                  |                  | 3 : 4 | Acierto de penal | Rigobert Song   |

| Árbitro | Mourad Daami |

| 1          | Guardameta     | Ike Shorunmu       |     |
| 3          | Defensa        | Celestine Babayaro |     |
| 5          | Defensa        | Iyenemi Furo       |     |
| 6          | Defensa        | Taribo West        |     |
| 7          | Defensa        | Finidi George      | 70' |
| 21         | Defensa        | Godwin Okpara      |     |
| 8          | Centrocampista | Mutiu Adepoju      | 98' |
| 10         | Centrocampista | Augustine Okocha   |     |
| 15         | Centrocampista | Sunday Oliseh      |     |
| 4          | Delantero      | Nwankwo Kanu       |     |
| 18         | Delantero      | Raphael Chukwu     | 46' |
| Entrenador | Entrenador     | Jo Bonfrère        |     |

| 1          | Guardameta     | Alioum Boukar      |     |
| 3          | Defensa        | Pierre Womé        |     |
| 4          | Defensa        | Rigobert Song      |     |
| 5          | Defensa        | Raymond Kalla      | 94' |
| 6          | Defensa        | Pierre Njanka      |     |
| 12         | Defensa        | Lauren Bisan-Etame |     |
| 8          | Centrocampista | Geremi Njitap      |     |
| 17         | Centrocampista | Marc-Vivien Foé    |     |
| 20         | Centrocampista | Salomon Olembé     |     |
| 9          | Delantero      | Samuel Eto'o       | 72' |
| 10         | Delantero      | Patrick Mboma      |     |
| Entrenador | Entrenador     | Pierre Lechantre   |     |

| 17 | Delantero      | Julius Aghahowa  | 46' |
| 13 | Delantero      | Tijani Babangida | 70' |
| 11 | Centrocampista | Garba Lawal      | 98' |

| 21 | Delantero | Joseph-Désiré Job | 72' |
| 13 | Defensa   | Lucien Mettomo    | 94' |

| Amonestado | 56' | Sunday Oliseh |
| Amonestado | 74' | Iyenemi Furo  |

| Amonestado | 36'  | Rigobert Song |
| Amonestado | 81'  | Pierre Njanka |
| Amonestado | 107' | Pierre Womé   |

| Anotado | 45' | Raphael Chukwu   | 1-2 |
| Anotado | 47' | Augustine Okocha | 2-2 |

| Anotado | 26' | Samuel Eto'o  | 0-1 |
| Anotado | 31' | Patrick Mboma | 0-2 |

| Augustine Okocha | Acierto de penal | 1 : 0 |                  |                 |
|                  |                  | 1 : 1 | Acierto de penal | Patrick Mboma   |
|                  |                  |       |                  |                 |
| Godwin Okpara    | Acierto de penal | 2 : 1 |                  |                 |
|                  |                  | 2 : 2 | Acierto de penal | Pierre Womé     |
| Nwankwo Kanu     | Fallo de penal   | 2 : 2 |                  |                 |
|                  |                  | 2 : 3 | Acierto de penal | Geremi Njitap   |
| Victor Ikpeba    | Fallo de penal   | 2 : 3 |                  |                 |
|                  |                  | 2 : 3 | Fallo de penal   | Marc-Vivien Foé |
| Sunday Oliseh    | Acierto de penal | 3 : 3 |                  |                 |
|                  |                  | 3 : 4 | Acierto de penal | Rigobert Song   |

| Árbitro | Mourad Daami |

|                    |
| Bandera de Camerún |
| Campeón Camerún    |
| 3.er título        |